# Basilica (architettura cristiana)

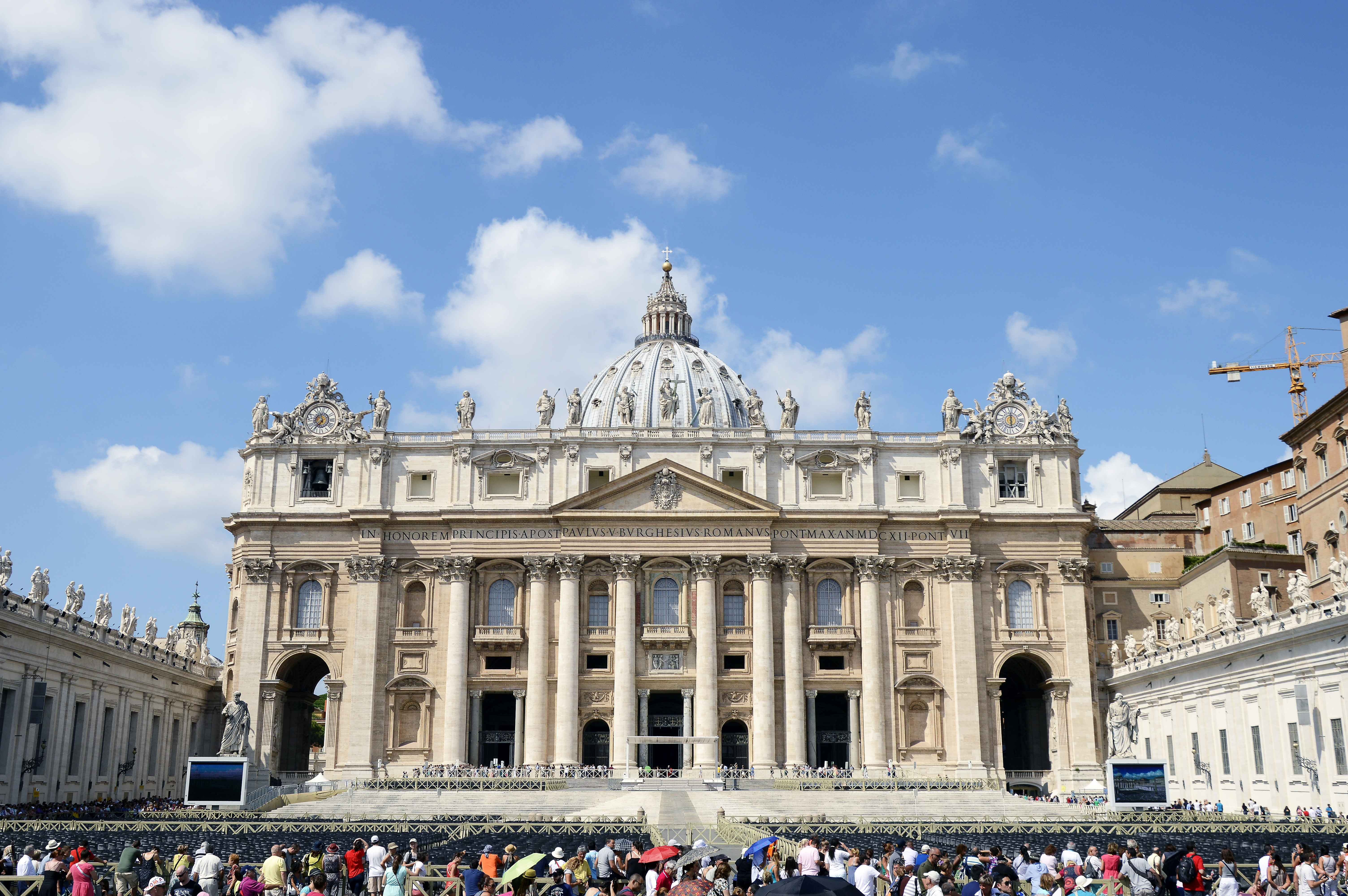
La Basilica di San Pietro in Vaticano

La basilica, o chiesa a pianta basilicale, nell'architettura cristiana (specialmente le chiese paleocristiane), è una chiesa con almeno tre navate, la centrale delle quali è rialzata (altrimenti si parla di "sala"). Nel tempo il titolo di basilica acquisì un significato onorifico e ad alcune chiese venne conferito uno speciale titolo d'onore per la loro importanza storica e religiosa equiparandole nel titolo alle basiliche maggiori di Roma.

## Storia

### Età paleocristiana

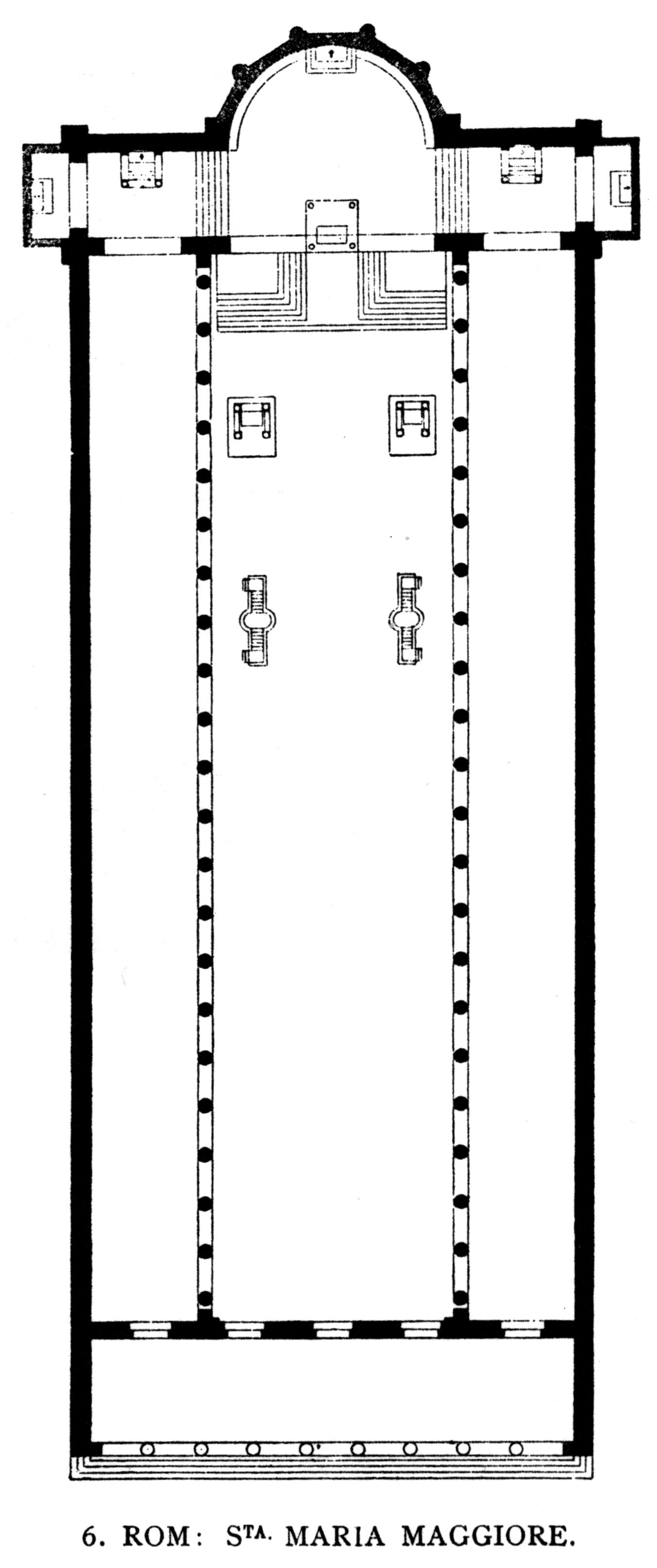
Planimetria della basilica di Santa Maria Maggiore in Roma

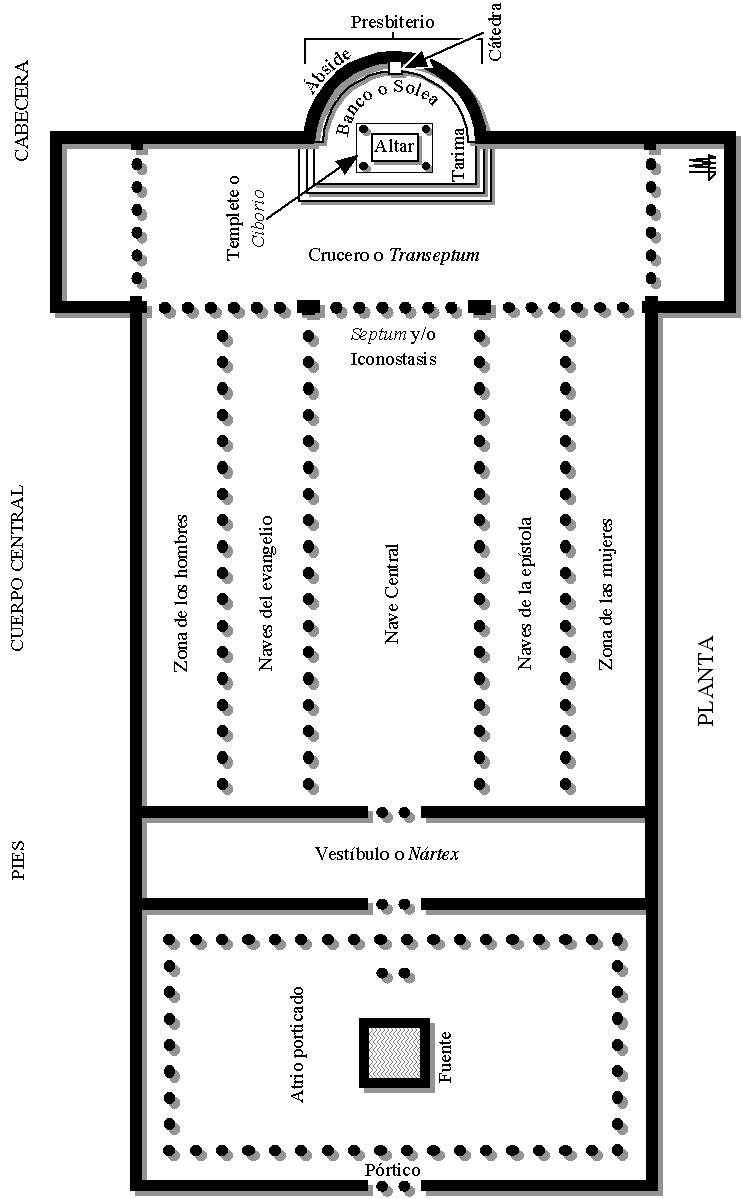
Planimetria della basilica Costantiniana di San Pietro in Vaticano

La basilica, «che per i Romani era sede soltanto di affari e di giustizia civile, si afferma come una delle massime espressioni della nuova era cristiana». È il Pantheon la chiesa più antica e «il monumento romano più intatto che ci sia rimasto (...)». Si tratta «della perfetta struttura circolare d'una grandiosa aula d'origine pagana, che faceva parte delle terme create da Agrippa (...) nell'anno 726 di Roma, cioè nel 27 prima di Cristo; (...)».
Nel 313 con l'Editto di Milano, l'Imperatore Costantino concesse la libertà al culto cristiano. Per impulso dello stesso Imperatore e della sua famiglia (in particolare Sant'Elena) prese avvio a Roma - e presto si svilupperà altrove nel vasto territorio imperiale - un grandioso programma di costruzione di imponenti edifici basilicali da adibire a luoghi di culto e in memoria dei martiri cristiani. La costruzione di queste grandi chiese porta alla luce la nuova fede, la esalta e induce la progressiva, rapida scomparsa dei Tituli o domus ecclesiae, i precedenti, modesti, luoghi di culto, per lo più ricavati all'interno di abitazioni private di patrizi convertiti al nuovo culto o riutilizzando mitrei, sovente sotterranei. In altri casi templi dedicati al vasto Pantheon delle divinità Greco-Romane vengono riadattati alla funzione di chiesa, o demoliti e sostituiti da un nuovo edificio di culto. Per motivi liturgici non era possibile, né desiderabile, adottare il modello templare romano, dove all'interno del tempio si custodiva solo la statua di culto del dio e la maggior parte dei riti avveniva in prossimità dell'altare esterno. Solo in alcuni interventi più tardivi, (IX-X secolo), vennero riutilizzati templi greco-romani, murando gli intercolunni e aprendo le pareti della cella (come il Duomo di Siracusa, trasformato in epoca bizantina).
Le primissime basiliche, promosse dall'Imperatore, sono edificate a Roma, e sono in grado di raccogliere migliaia di fedeli. Vengono costruite prevalentemente fuori le Mura aureliane, sui luoghi di sepoltura - già da tempo oggetto di venerazione e caratterizzati da edicolette votive - dei principali apostoli e martiri cristiani (Martyria). La primissima basilica cristiana è probabilmente San Giovanni in Laterano, costruita su un terreno donato da Costantino I intorno all'editto di Milano del 313. Furono costruite poi San Pietro in Vaticano, Santa Maria Maggiore e San Paolo fuori le Mura. Le ultime due in particolare vennero commissionate nel corso del IV secolo dal vescovo di Roma invece che dall'Imperatore, segno della crescente importanza del Papato nella vecchia capitale.
Il tipo edilizio detto basilicale si ispirava agli esempi delle basiliche civili romane, realizzate per accogliere grandi folle, e fu quello adottato, sia pure con sostanziali trasformazioni. Dovette avere peso nella definizione del nuovo tipo architettonico più che la Basilica usata come tribunale, il tipo della cosiddetta basilica palatina, dove l'imperatore si mostrava al popolo nell'enfasi dell'abside di fondo (come nella basilica Palatina di Costantino a Treviri); in questo senso alla maiestas imperiale si assimilò e poi sostituì la maiestas divina del Cristianesimo.
L'ingresso era posto su un lato minore dell'edificio, opposto all'abside; lo spazio venne diviso in navate da esili muri sorretti da file di colonne, spesso di reimpiego, architravate o che sorreggono archi a tutto sesto. Ai lati dell'abside inizialmente vennero ricavati due locali di servizio, i pastoforia, detti prothesis e diakonikon, e successivamente si diffonde l'uso di affiancare absidi minori a quella principale; il numero di navate va da tre a cinque, mentre generalmente non veniva realizzato alcun transetto.
Esso infatti venne inizialmente associato a chiese (come la basilica costantiniana di San Pietro in Vaticano e la basilica del Santo Sepolcro di Gerusalemme) dette martyria ossia dove si tributa un culto sepolcrale a un importante personaggio: da questi illustri esempi si diffuse a tutte le altre chiese. L'asse principale era quindi quello longitudinale, più adatto a ospitare le processioni dei presbiteri e dei fedeli. Le chiese sono (quando è possibile) orientate, ovvero l'asse della chiesa è disposto sulla direttrice Est-Ovest, con l'abside a Est. Un testo attribuito a Clemente I, ma forse del IV secolo recita a proposito della costruzione della basiliche: "[Preghiamo Dio] che ascese sopra il cielo dei cieli verso Oriente, ricordando l'antica passione per il Paradiso, posto a Oriente, da dove il primo uomo, disobbedendo a Dio, persuaso dal consiglio del serpente, fu cacciato." Oriente era quindi il luogo dove si trova il Paradiso e dove si trova quindi Cristo, che tornando sulla terra proverrà da tale direzione. Nello stesso testo si recita come il seggio del Vescovo debba stare al centro, affiancato dai sacerdoti, e che i diaconi abbiano cura di disporre in zone separate i laici, divisi tra uomini e donne; nel mezzo, in un luogo rialzato, doveva stare il lettore dei testi sacri.
La struttura longitudinale, dall'ingresso all'abside, indica anche il percorso spirituale e salvifico dell'uomo, la "via Salutis" ("via della Salvezza") e rispecchia l'idea del "tempo lineare", propria della tradizione biblico-cristiana. Infatti, da sant'Agostino in poi, nel pensiero cristiano il tempo è concepito in senso lineare-progressivo e non più circolare-ciclico come nel mondo pagano. Dalla caduta di Adamo l'escatologia cristiana procede verso la "consumazione del tempo", il riscatto dell'uomo verso Dio, il Giudizio Universale e l'eternità spirituale.
Il soffitto è piano o a capriate in legno a vista; le murature molto esili precludono la possibilità di impiegare volte in muratura.
Esternamente, la facciata presenta un disegno detto a capanna con tetto a falde inclinate a coprire la navata centrale, ai lati della quale troviamo spioventi semplici che coprono le navate laterali. Di fronte alle Basiliche maggiori si trova talvolta un quadriportico, un cortile colonnato quadrangolare, riservato ai catecumeni.

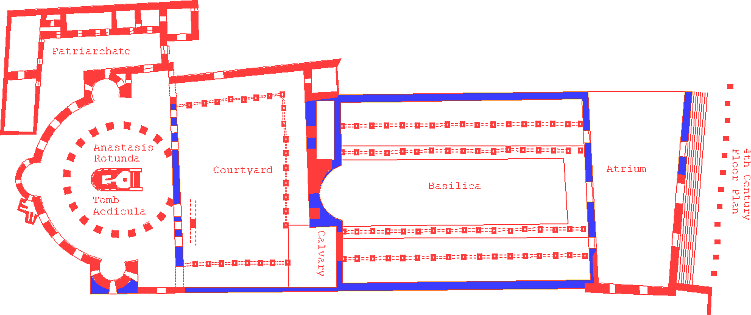
La Basilica del Santo sepolcro nel IV secolo

Di pochi anni successive alle Basiliche romane e tradizionalmente dovute al viaggio di Sant'Elena, sono le tre Basiliche della Terra Santa:
1. Basilica della Natività a Betlemme;
2. Basilica dell'Annunciazione a Nazaret;
3. Basilica del Santo Sepolcro a Gerusalemme.

La Natività aveva originariamente cinque navate e una copertura che formava due spioventi per lato (invece di tre, su ciascuna navata) come a San Pietro in Vaticano: questo perché la copertura delle navate laterali proseguiva all'esterno senza interruzione, come se si trattasse di un'unica navata. Un'altra analogia con la Basilica Vaticana era anche la presenza di un quadriportico antistante, dove si alloggiavano i catecumeni e i pellegrini. La particolarità consisteva nell'ambone ottagonale al posto dell'abside, che custodiva la Grotta della natività, e che fece forse da modello alle prime Chiese a pianta non oblunga, ma centrale, dette martyrion.
La Basilica del Santo Sepolcro presentava anticamente le cinque navate e il quadriportico antistante la facciata, ma sul retro si apriva un secondo quadriportico che probabilmente portava a un deambulatorio che girava attorno al sepolcro di Cristo. Nel IV secolo venne edificata al posto del deambulatorio la Rotonda dell'Anastasis, un edificio a pianta circolare che inglobava l'edicola a tre absidi del Santo Sepolcro. Distrutta e ricostruita più volte oggi la Basilica che si ammira risale al periodo dei Crociati (XII secolo).
Dopo il crollo dell'Impero Romano d'Occidente, fu realizzata una sola Basilica con cinque navate, a Milano, con probabile sovvenzione da parte dell'Imperatore Costante (figlio di Costantino) e si chiamò Basilica maior o Nova (in seguito Santa Tecla; all'epoca non era ancora in uso la dedicazione ai Santi), iniziata nel 343 in previsione del Concilio. La chiesa fu inaugurata nel 345. Conforme agli stili della corte imperiale, la Maior non fu “umile”, ma fu grandiosa per dimensioni, stile e ricchezza.
Per tutta l'età di Sant'Ambrogio Vescovo di Milano, questa Chiesa fu il cruento pomo della discordia tra cattolici (il popolo) ed ariani (la corte e la nobiltà). La corte costruì un'altra Chiesa (l'attuale San Lorenzo) in antitesi con la Cattedrale, più rappresentativa del potere politico centrale, ricca di ori, mosaici, statue, e con la nuova architettura dell'Impero; cioè non ebbe più la forma allungata come le Basiliche, ma fu a pianta centrale, sormontata da un'immensa cupola; nacque così il primo "Duomo".
Attila distrusse tutto nel 452, e le più modeste ricostruzioni del Medioevo ebbero nome di Santa Tecla, sul luogo della Maior, e San Lorenzo, sul luogo del Duomo. Santa Tecla conservò tuttavia l'idea delle cinque navate, che fu ripresa sistematicamente nelle Chiese di stile gotico, perché, per elevare l'altezza, fu necessario anche allargarne la base.
Alla metà del II secolo risale la teorizzazione dell'orientamento cristiano in senso teologico. Nell'opera di Tertulliano si nota il collegamento tra la nascente visione cristiana della luce e le analoghe tradizioni semitiche e babilonesi. Nella cultura siriaca la liturgia della luce legata al ciclo delle feste cristiane si rifà al testo caldeo Hudra. Come rileva Mircea Eliade, i primi modelli cristiani d'illuminazione dello spazio sacro costituiscono una linea di continuità con le antiche identità religiose che usavano orientare la preghiera, con riti diversi, verso il sole. Per quanto concerne l'architettura, la tradizione cristiana dei primi secoli si lega alla tradizione degli Egizi, del Mitraismo, dell'Ellenismo e alla tradizione latina.. Nella Didascalia degli Apostoli scritta in Siria nella prima metà del III secolo, in riferimento alla domus ecclesia, si parla di dividere la parte del sacerdote rivolgendola verso oriente: "(...) poiché bisogna dirigere verso Oriente la vostra preghiera". Il significato cristiano di "attesa" di Cristo, implicito nell'orientamento architettonico, si trova in vari passi neotestamentari (Vangelo di Matteo 24, 27; Atti degli Apostoli I, 11) e la funzione simbolica della luce nello spazio è ribadita da Clemente Alessandrino e Origene.

### Età romanica e gotica
Per tutto l'alto medioevo si costruirono chiese sul tipo della basilica ambrosiana, generalmente senza cupola e con soffitti a capriate di legno.
Nelle basiliche più tarde troviamo la presenza del transetto che, intersecando la navata (o le navate), conferisce loro la caratteristica pianta a croce. A seconda che il transetto sia della stessa lunghezza del corpo principale o più corto di esso, si parla rispettivamente di pianta a croce greca o di pianta a croce latina.
La basilica romanica si distingue dalle precedenti perché ha i soffitti a volta ed il primo tipo di cupola, non romana, di forma ottagonale. Essa fu realizzata attorno all'anno Mille, con l'avvento dell'architettura romanica, quando i Magistri cumacini (superstiti discendenti di architetti romani), peregrinarono chiamati dalle famiglie nobili per costruire i loro palazzi, e con ciò insegnarono ovunque le tecniche di costruzione delle volte e delle cupole.

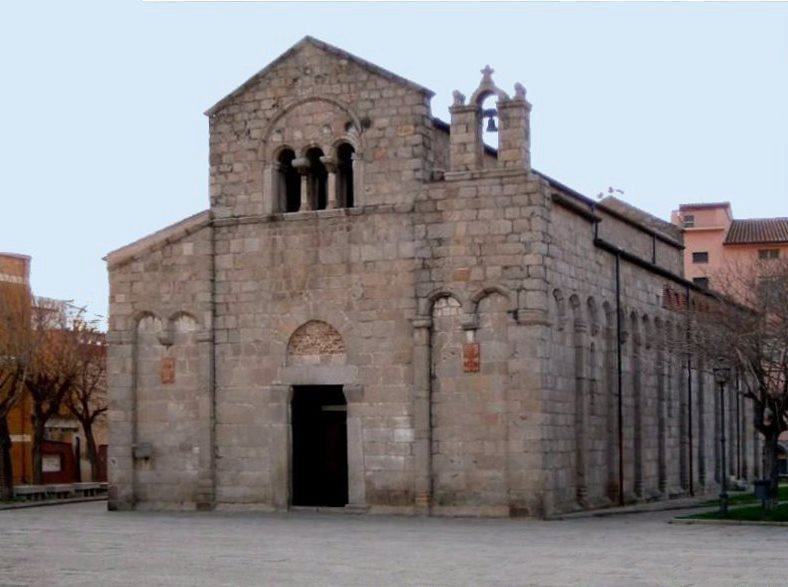
San Simplicio ad Olbia
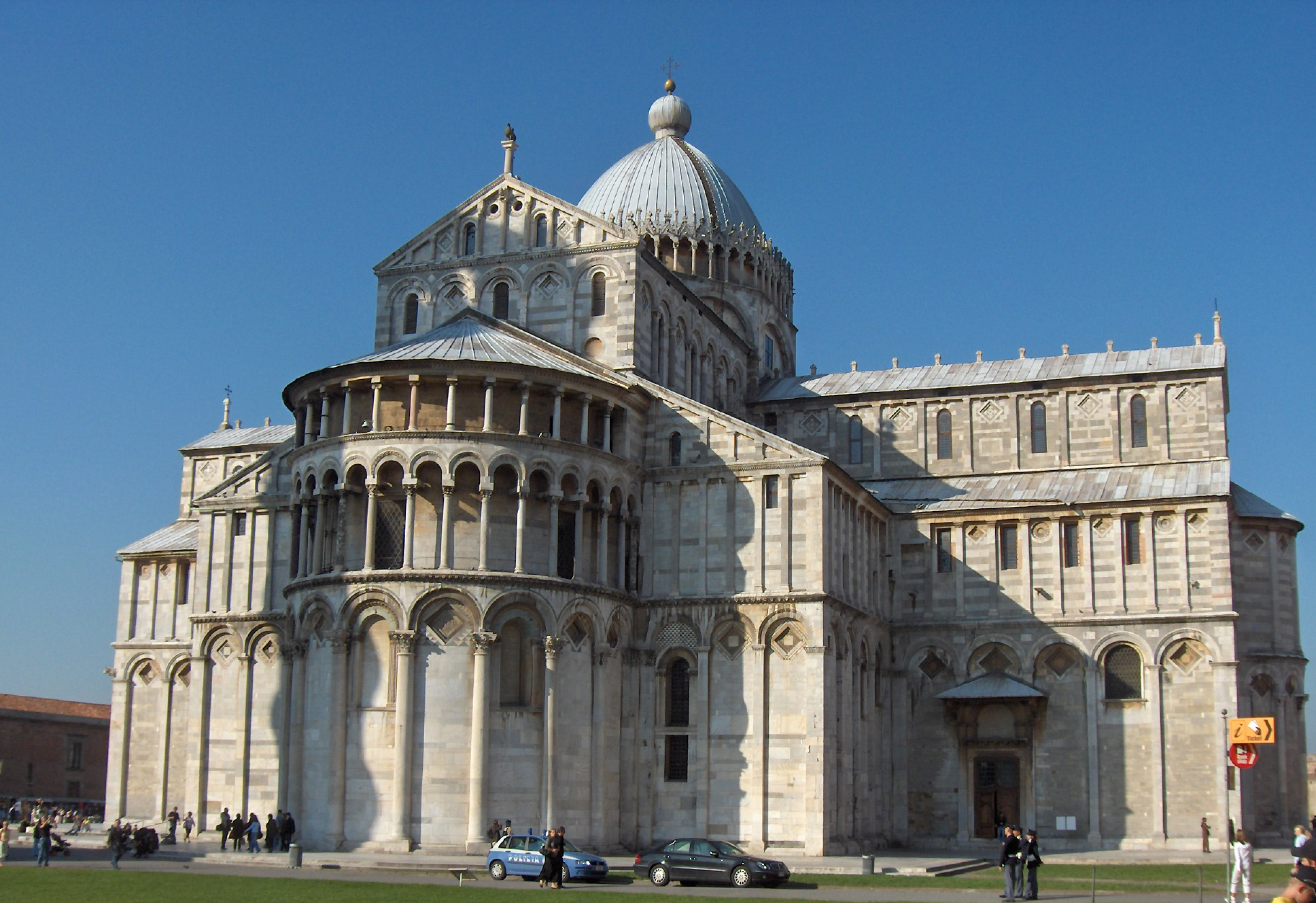
Duomo di Pisa
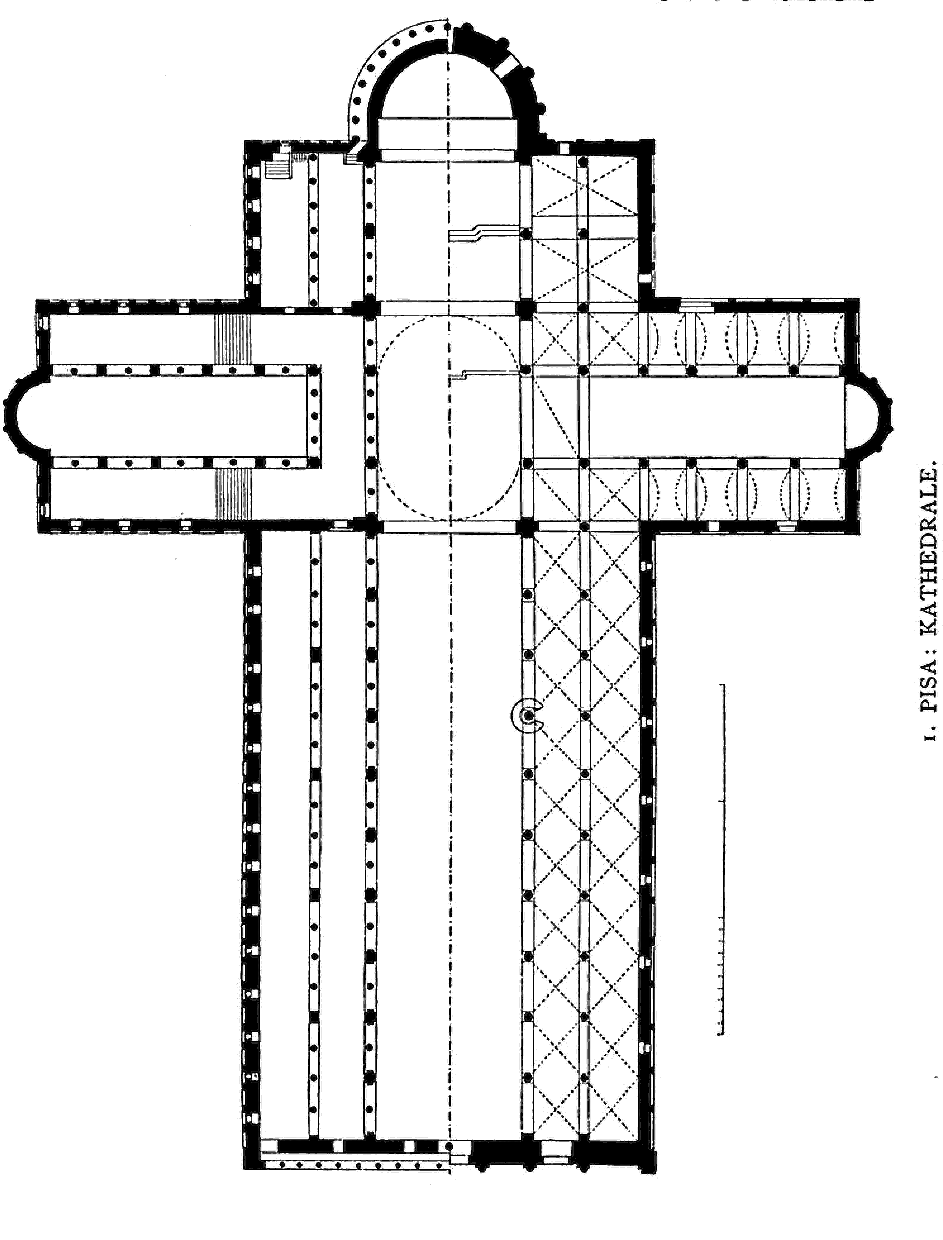
Pisa
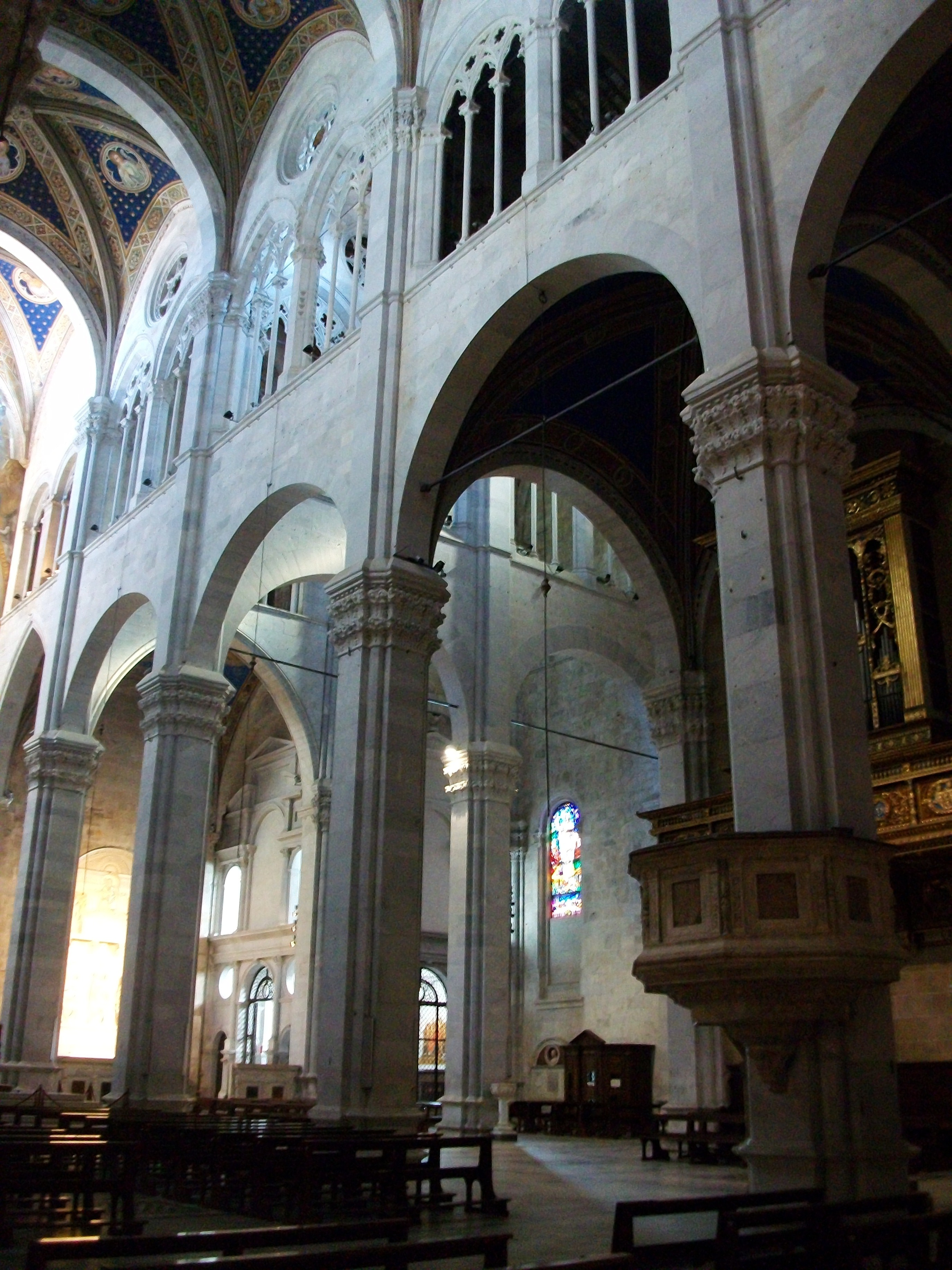
Duomo di …
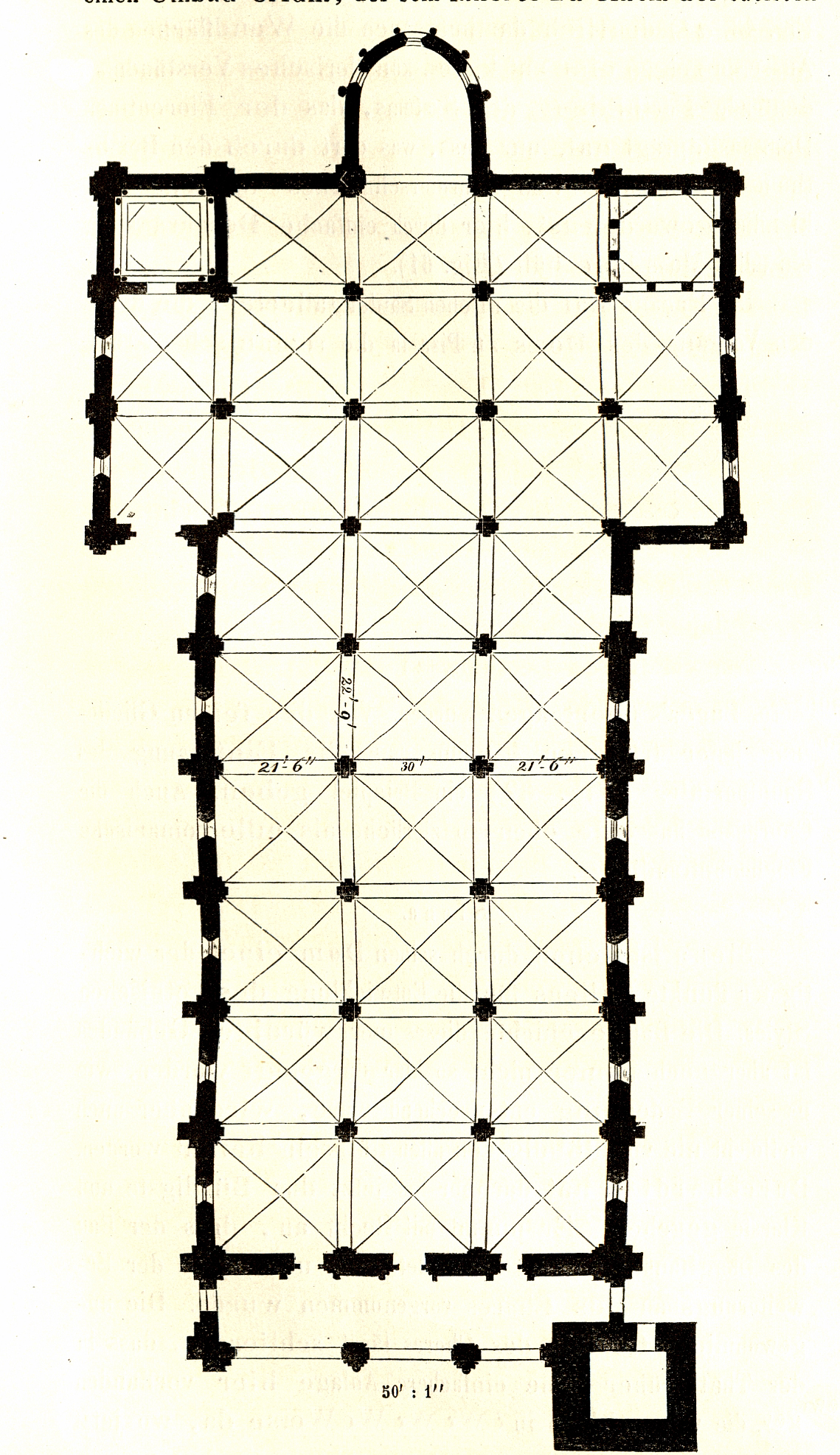
… Lucca
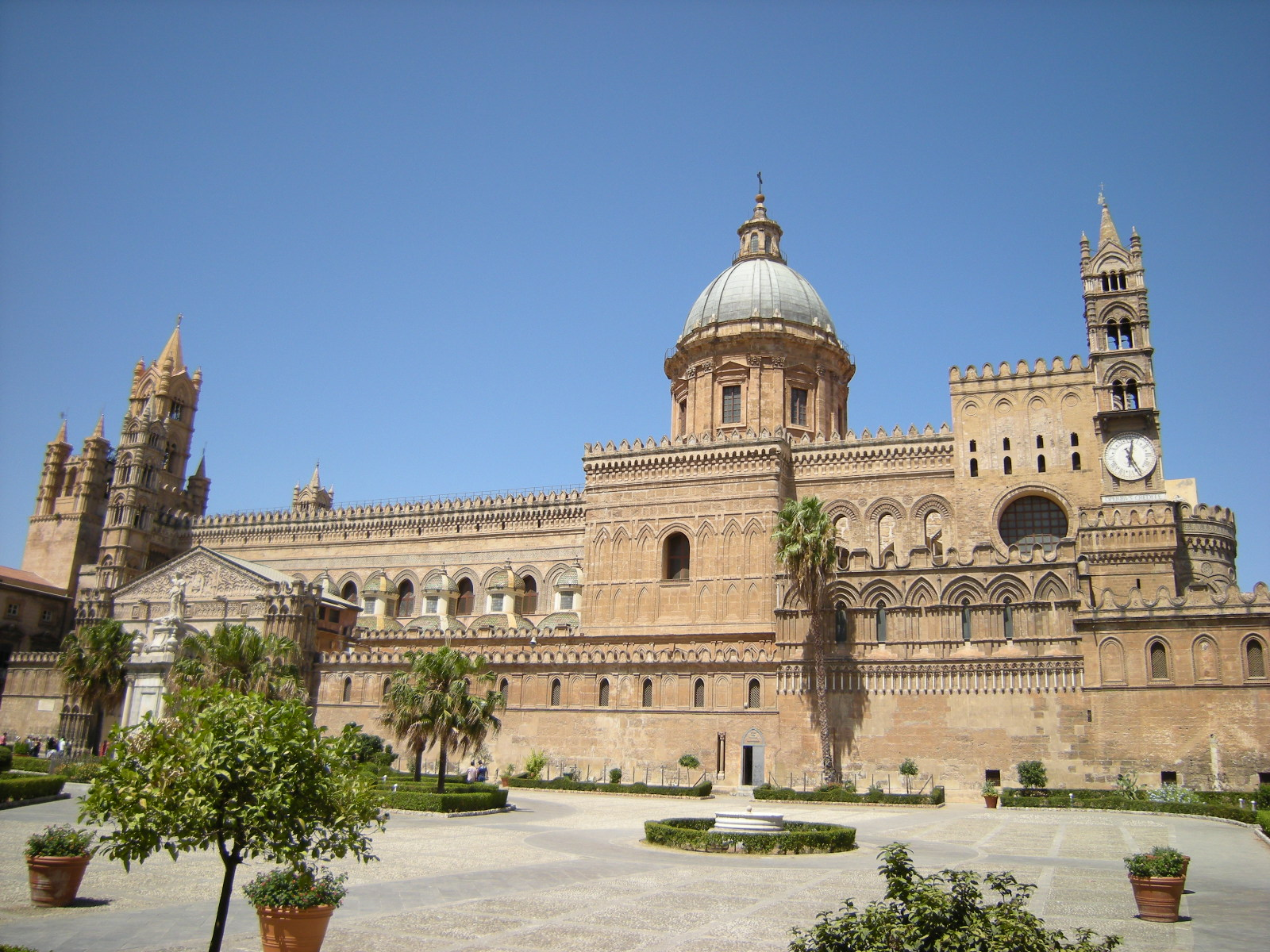
Cattedrale di Palermo
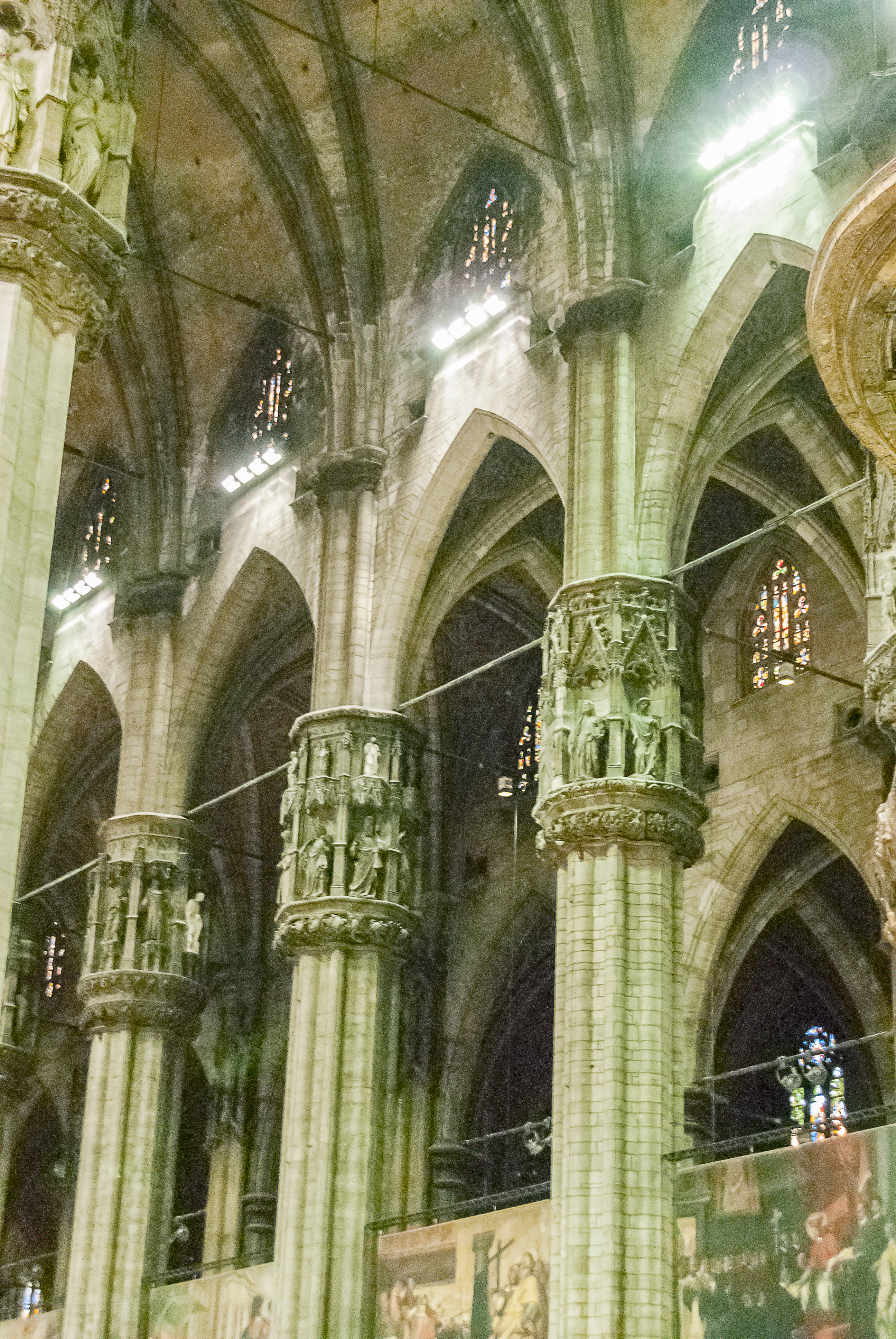
Duomo di …
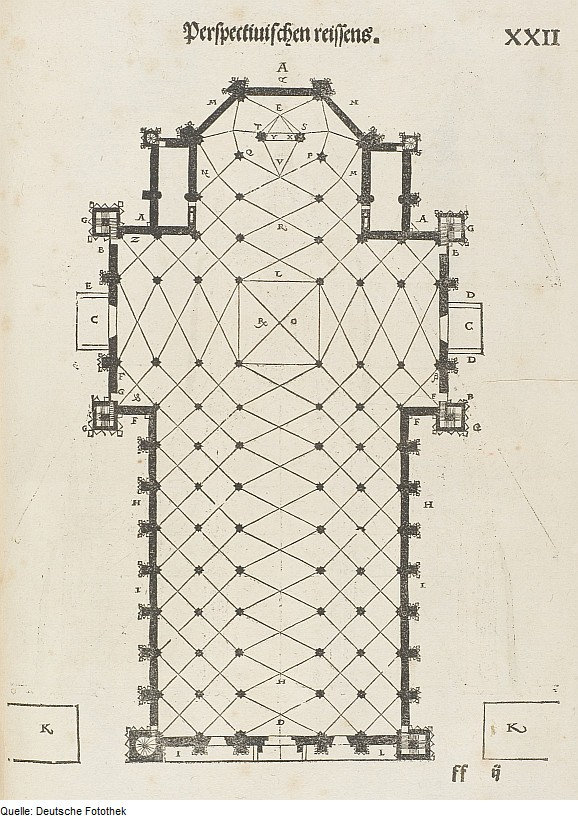
… Milano
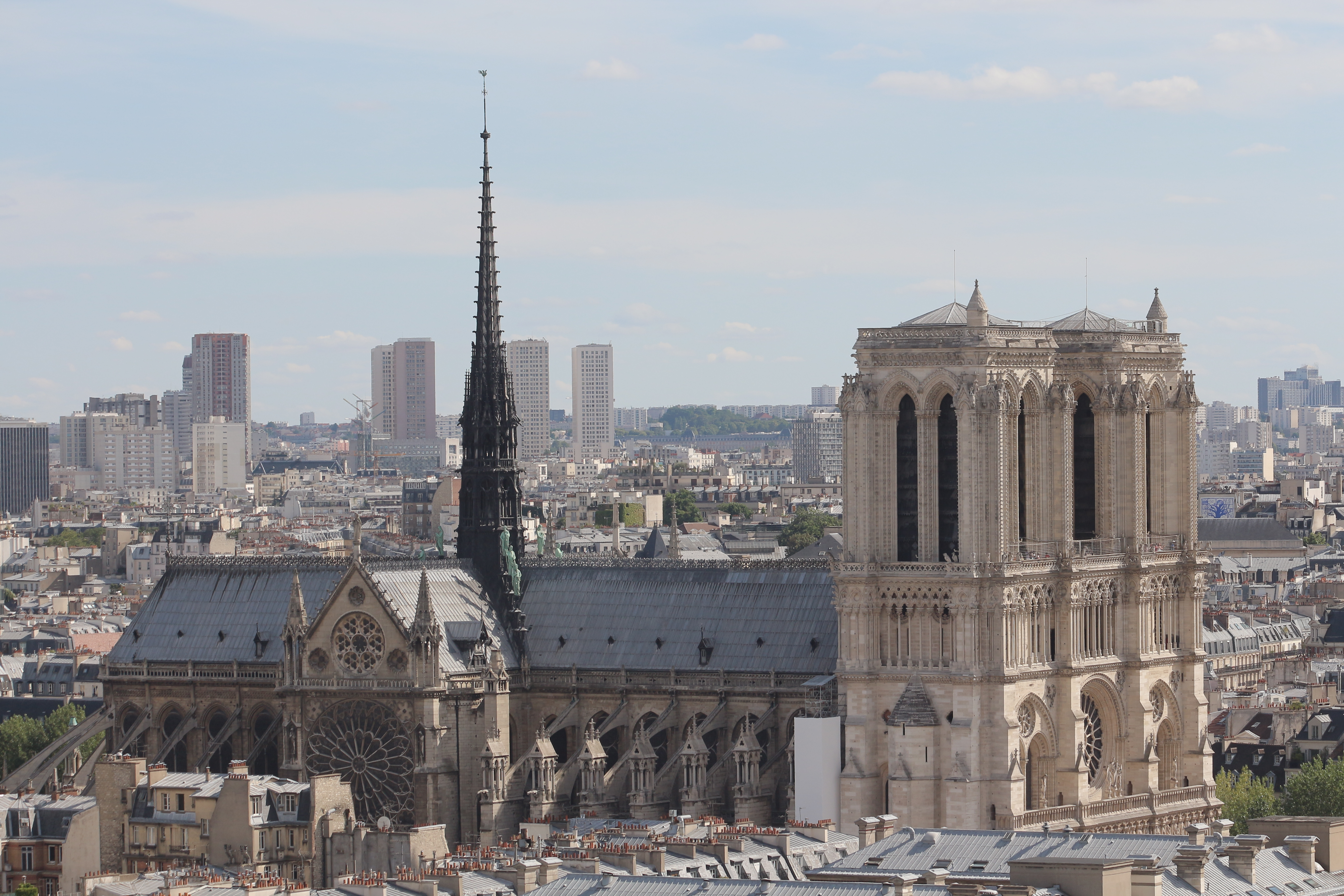
Notre-Dame a Parigi
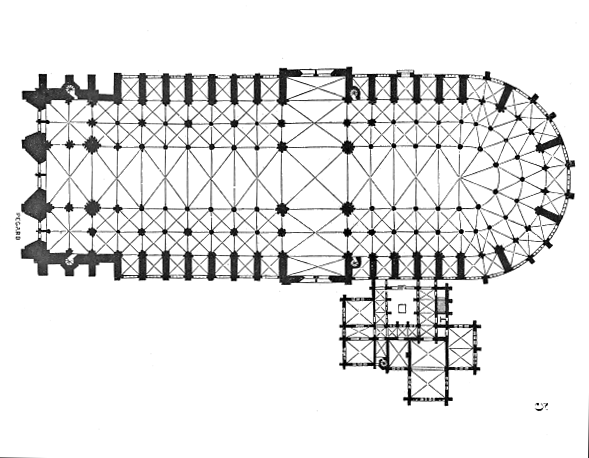
Notre-Dame a Parigi
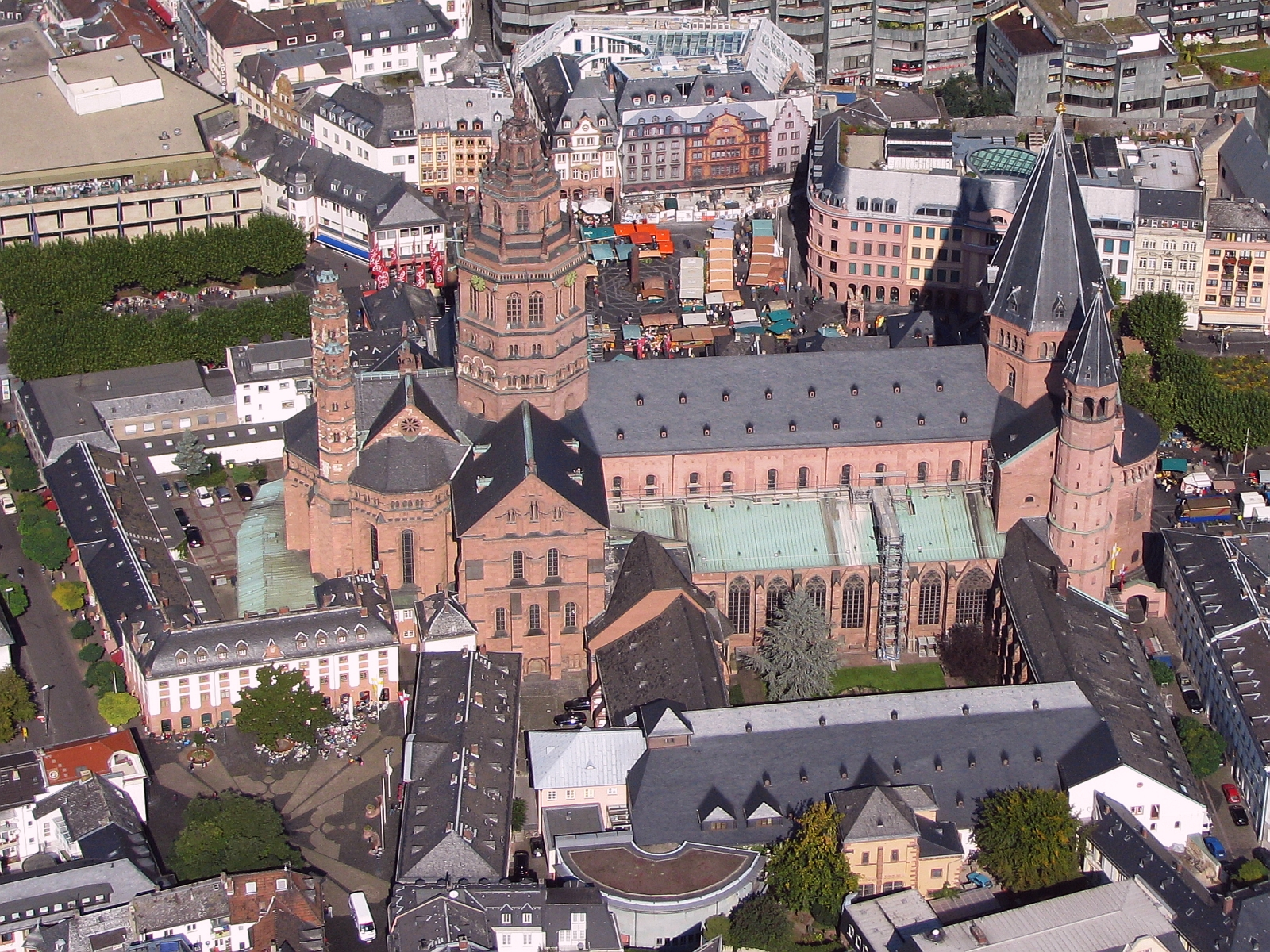
Duomo di Magonza
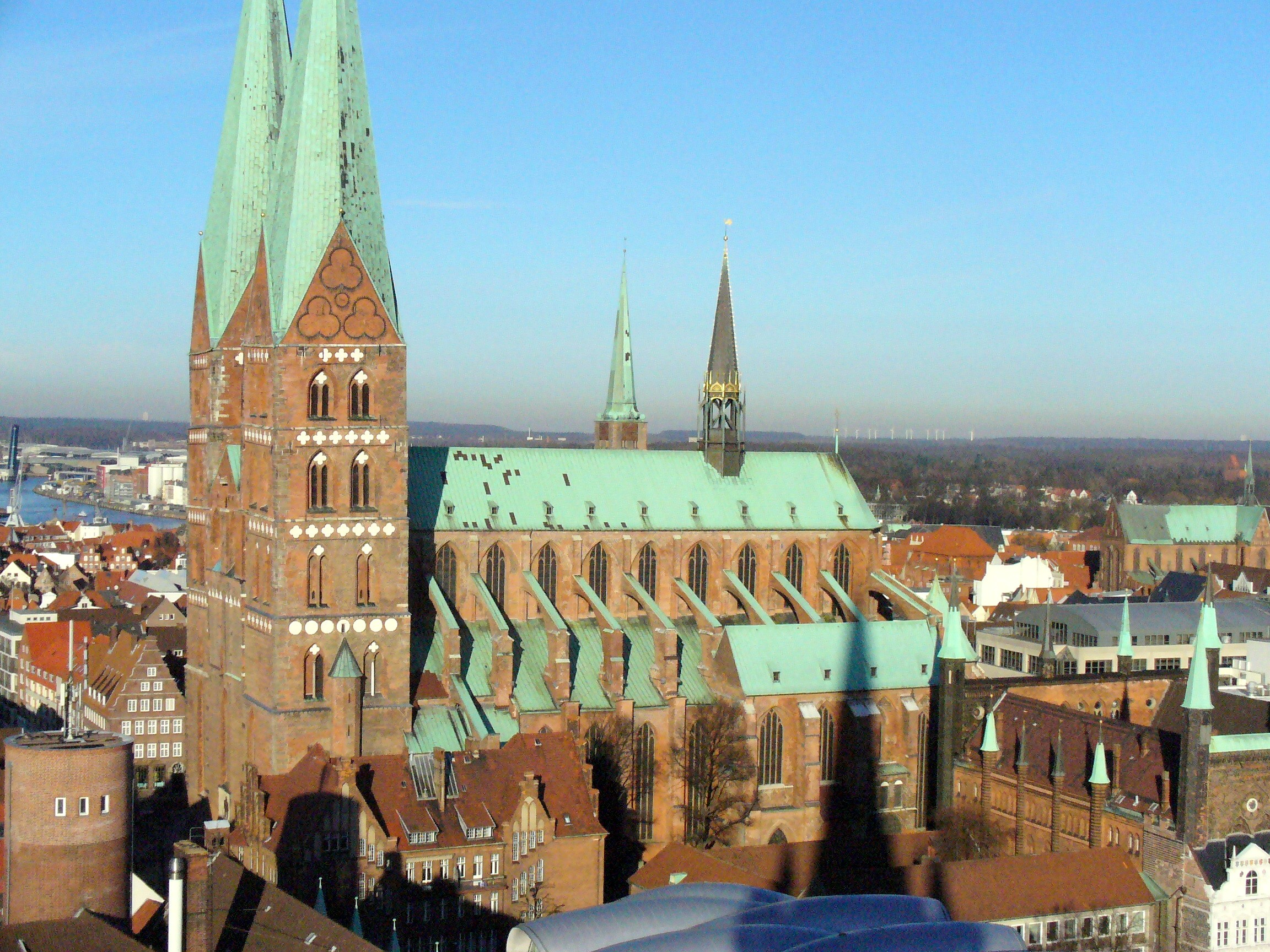
Santa Maria a Lubecca
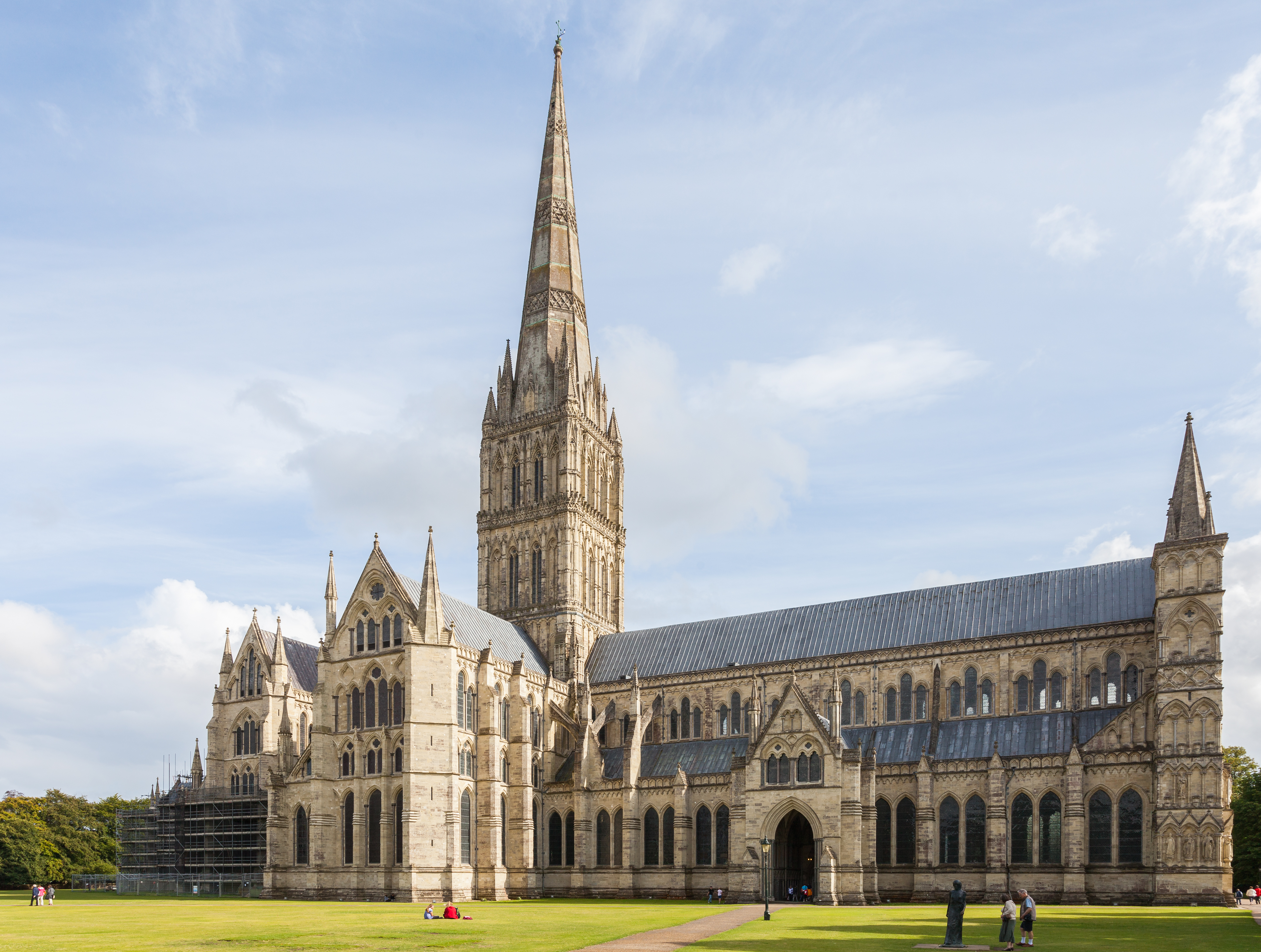
Cattedrale di Salisbury

#### Esempi di pianta
Basilica nord europea o di pellegrinaggio
- Pianta intera

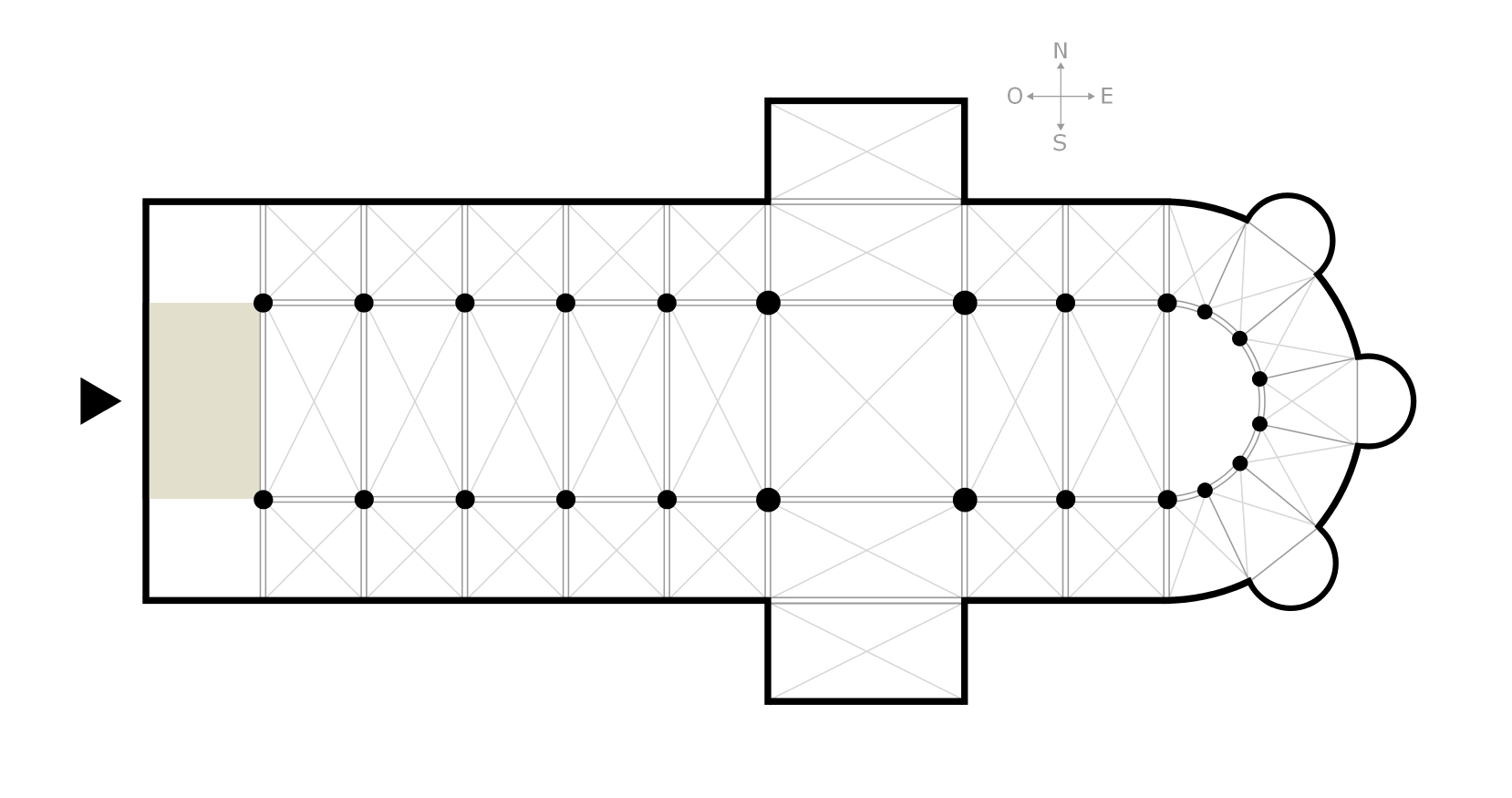
Nartece o atrio
Navata centrale
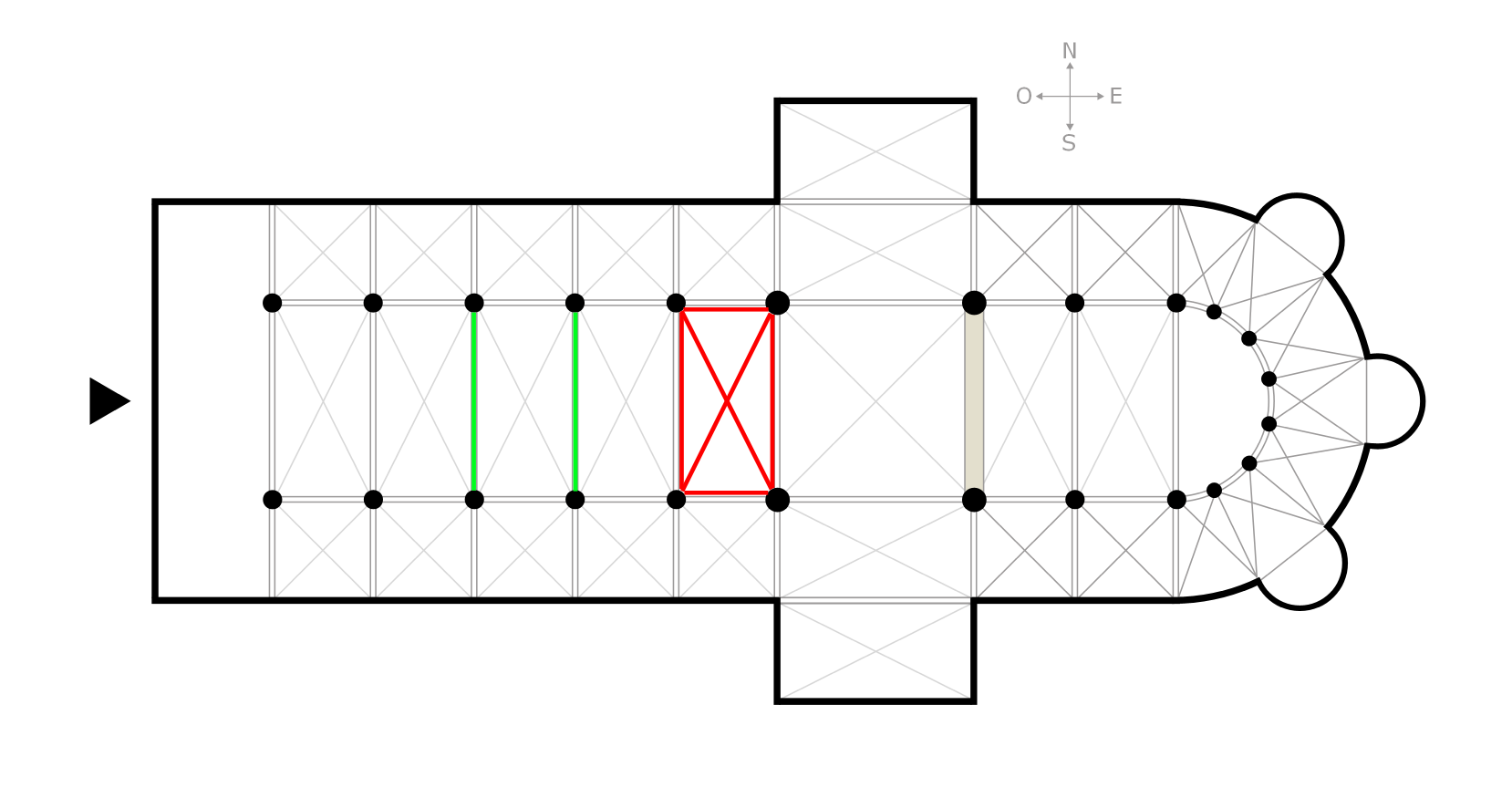
Crociera (es.:parte marcata a X)
Navate laterali
Aula o piedicroce
Transetto
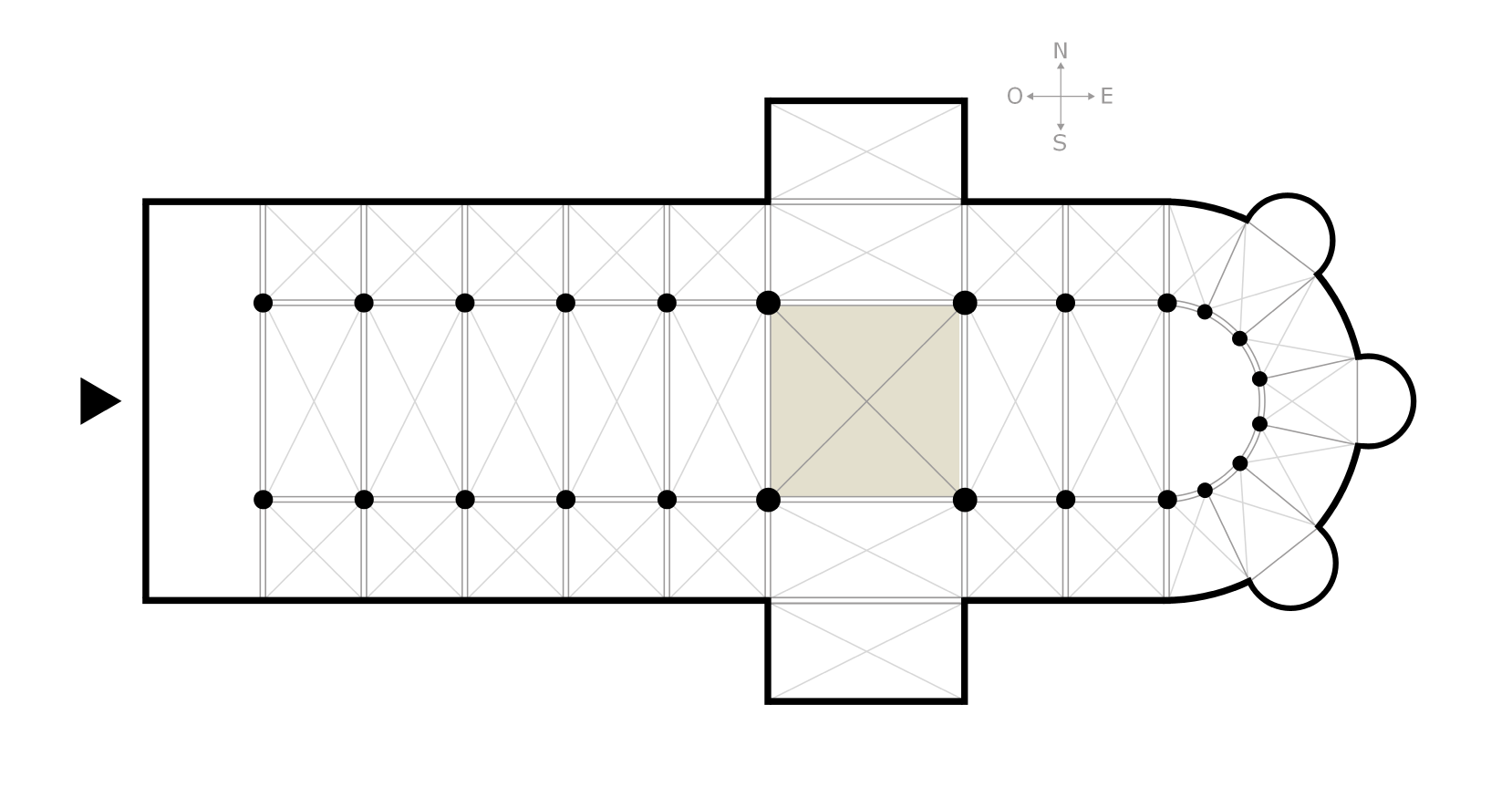
Crociera del transetto
Presbiterio e coro
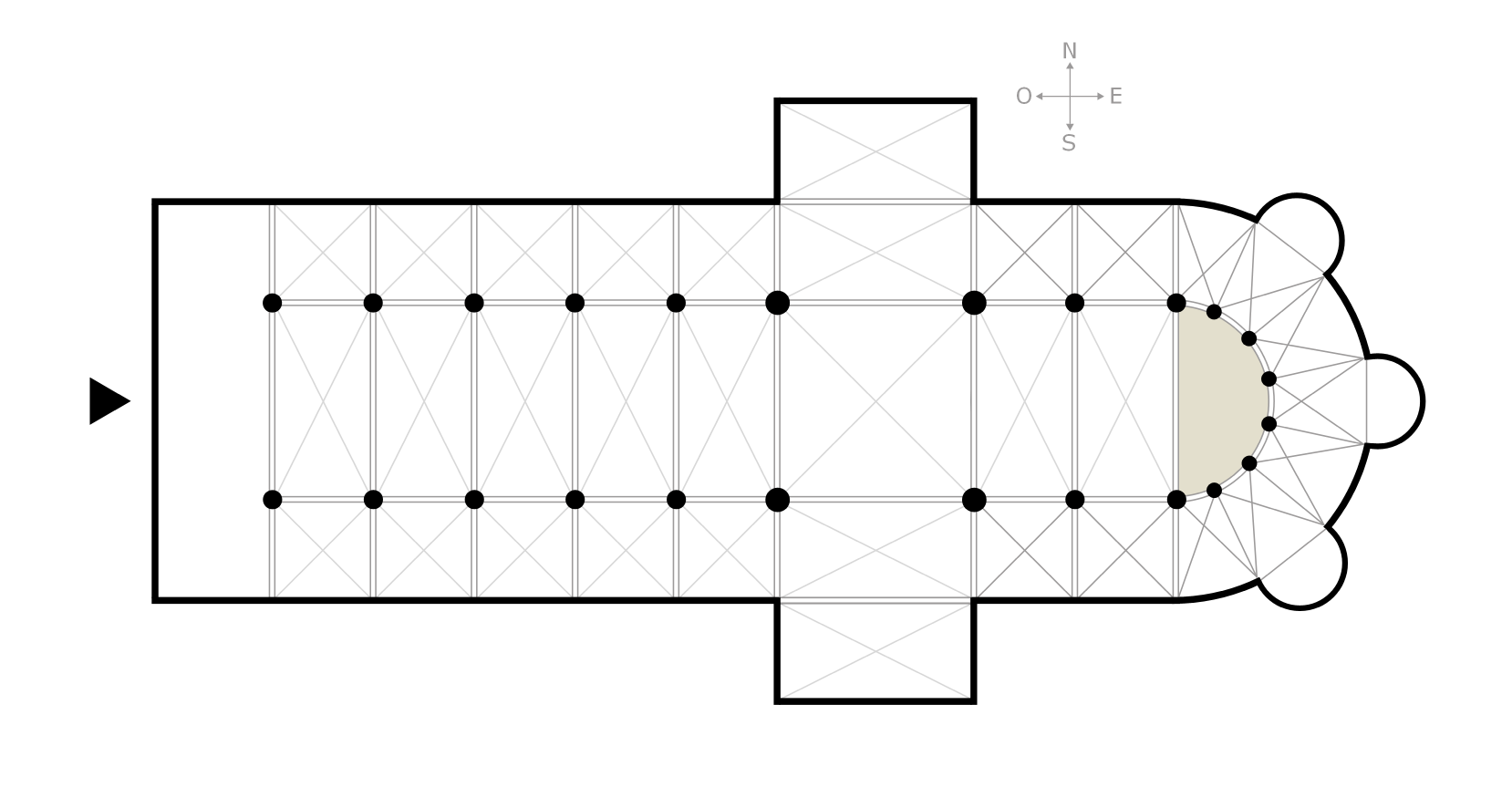
Abside
Deambulatorio
Capocroce

### Rinascimento
Andrea Palladio dopo aver studiato le rovine delle basiliche romane, nel 1500 progettò e portò a termine a Vicenza la costruzione di una basilica laica: la Basilica Palladiana, destinata ad essere la prestigiosa nuova sede delle attività del comune.